# Эта Рака
Эта Рака (η Рака, лат. Eta Cancri, 33 Рака) — звезда, которая находится в созвездии Рака на расстоянии приблизительно 312 световых лет от нас и имеет видимую звёздную величину +5.33. Это оранжевый гигант спектрального класса K.

## Характеристики
Эта Рака массивнее Солнца в 3 раза, радиус превышает солнечный в 12.5 раз. Светимость мощнее солнечной в 57.5 раз, температура поверхности составляет около 4500 К. Металличность звезды неизвестна.